# Bender
 For alternative betydninger, se Bender (efternavn).
Bender (russisk:Бендеры) også kendt som Bendery og Tighina (rumænsk:tiˈgina), er en by i den autonome republik Transnistrien (del af Moldova), med et indbyggertal (pr. 2004) på ca. 97.000. Byen ligger på den højre (vestlige) bred af floden Dnestr i den historiske region Bessarabien og har et administrativt areal på 97 km2.

## Etymologi
Byen nævnes første gang i 1408 som Тягянякяча (Tjagjanjakjacha) i et dokument på oldslavisk (udtrykket er af kumanisk  oprindelse), blev byen kendt i middelalderen som  Tighina i moldaviske kilder og senere som Bender i osmanniske kilder. Fæstningen og byen blev kaldt Bender i det meste af den tid, den var en rayah under osmannerne (1538-1812), og under og i det meste af den tid, byen hørte til det Russiske Kejserrige (1828 til 1917). Byen blev kendt som Tighina (Тигина) i Fyrstendømmet Moldavien, i den tidlige del af det russiske kejserriges periode (1812-1828), samt gennem den tid, hvorunder byen tilhørte Rumænien (1918 -1940; 1941-1944).
Bender er en del af den historiske region Bessarabien. I perioden under Sovjetunionen blev byen i moldavisk SSR kendt som Бендер (Bender). Navnet blev på det moldoviske sprog (rumænsk) skrevet med det kyrilliske alfabet, mens det blev skrevet Бендéры (Bendery) på russisk.
I Moldova er det officielle navn Bender, men ellers anvendes begge navne Bender og Tighina.

## Historie
Byen blev først nævnt som et vigtigt toldsted i en handelstilladelse udstedt af Moldaviens voivod Alexander I af Moldavien til de handlende i Lvov den 8. oktober 1408. Navnet "Tighina" findes i dokumenter fra anden halvdel af det 15. århundrede. Byen var den vigtigste toldsted på handelsvejen til tatarerne på Krim. Mens Stefan III regerede i Moldavien, byggede han et lille træfort i byen til forsvar mod tatariske angreb.
I 1538 erobrede den osmanniske sultan Süleyman 1. byen fra Moldavien og omdøbte den til Bender. Dens befæstning blev ombygget til en fuld fæstning under samme navn under tilsyn af den tyrkiske arkitekt Koji Mimar Sinan. Osmannerne brugte fortet til at befæste deres herredømme i Moldavien. I slutningen af det 16. århundrede var der flere forgæves forsøg på at generobre fæstningen. I sommeren 1574 anførte prins Johan III den frygtelige en belejring af fæstningen. I 1595 og 1600 forsøgte Michael den Tapre sig og omtrent samtidig blev fæstningen angrebet af Zaporozje-kosakker.
I det 18. århundrede blev fortets område udvidet og moderniseret af prinsen af Moldova Antioh Cantemir. Udbygningen skete under osmannisk kontrol.
I 1713 udgjorde fæstningen, byen og den nærliggende landsby Varniţa kampplads i slaget ved Bender (kalabalik) mellem Karl 12. af Sverige, der havde søgt tilflugt i byen med kosakken Hétman Ivan Mazepa efter hans nederlag i slaget ved Poltava, og tyrkere, der ønskede at sende den svenske konge hjem.
I anden halvdel af det 18. århundrede kom fæstningen tre gange på russiske hænder under de russisk-tyrkiske krige (i 1770, 1789, samt i 1806 uden kamp).
Sammen med Bessarabien blev byen knyttet til det Russiske kejserrige i 1812 og forblev en del heraf indtil 1917.
Tighina var en del af Moldaviens Demokratiske Republik i 1917-1918, og blev fra 1918 sammen med Bessarabien en del af Rumænien.
Den 28. juni 1940 blev byen sammen med Bessarabien besat af Sovjetunionen. I løbet af Anden Verdenskrig blev den generobret af Rumænien i juli 1941, og atter af Sovjetunionen i august 1944 som del af den Moldoviske Socialistiske Sovjetrepublik.
I 1940-41 og 1941-1991 var det en af de fire "republikanske byer", der ikke var underlagt et distrikt i den Moldoviske Socialistiske Sovjetrepublik. Siden 1991 har byen været en del af den uafhængige republik Moldova.
På grund af byens centrale strategiske placering på højre bred af Dnestrfloden, kun 10 km fra Tiraspol, oplevede byen i 1992 de voldsomste kampe under krigen i Transnistrien.
Siden 1992 har Bender formelt været underlagt i Den fælles kontrolkommission, som blev etableret i slutningen af konflikten, men i realiteten styres byen af de transnistriske myndigheder. Moldoviske myndigheder kontrollerer kommunen Varniţa, som ligger nord for byen. Transnistriske myndigheder kontrollerer kommunerne Proteagailovca, som grænser op til byen mod vest, Gîsca, som grænser op til byen mod syd-vest, Chiţcani og Cremenciug, længere mod syd-øst, mens moldoverne er i kontrol over Copanca, længere mod syd-øst.

## Administration
Valery Kernichuk er den nuværende leder af Transnistriens administration af Bender. Han afløste Vyacheslav Kogut efter en bekendtgørelse fra Transnistriens præsident i 2012.

## Mennesker og kultur

### Demografi
Ved en folketælling i 2004 i Transnistrien havde byen en befolkning på 100.169, hvoraf selve byen 97.027, og kommunen Proteagailovca, 3.142.
| Befolkningens sammensætning |        |        |        |         |         |            |                |               |        |
| Folkeslag                   | 1930   | 1959   | 1970   | 1979    | 1989    | 2004       | 2004           | 2004          | 2004   |
| Folkeslag                   | 1930   | 1959   | 1970   | 1979    | 1989    | Selve byen | Proteagailovca | Hele kommunen | %      |
| Russere                     | 15.116 | N/A    | N/A    | N/A     | 57.800  | 41.949     | 1.482          | 43.431        | 43,35% |
| Moldovere1                  | -      | N/A    | N/A    | N/A     | 41.400  | 24.313     | 756            | 25.069        | 25,03% |
| Rumænere1                   | 5.464  | N/A    | N/A    | N/A     | -       | 61         | 0-5            | 61-66         | 0,06%  |
| Ukrainere2                  | -      | N/A    | N/A    | N/A     | 25.100  | 17.348     | 658            | 18.006        | 17,98% |
| Rutenere2                   | 1.349  | N/A    | N/A    | N/A     | -       | -          | -              | -             | -      |
| Bulgarere                   | 170    | N/A    | N/A    | N/A     | 3.800   | 3.001      | 163            | 3.164         | 3,16%  |
| Gagauzere                   | 40     | N/A    | N/A    | N/A     | 1.600   | 1.066      | 25             | 1.091         | 1,09%  |
| Jøder                       | 8.279  | N/A    | N/A    | N/A     | -       | 383        | 2              | 385           | 0,38%  |
| Tyskere                     | 243    | N/A    | N/A    | -       | -       | 258        | 6              | 264           | 0,26%  |
| Polakker                    | 309    | N/A    | N/A    | N/A     | -       | 190        | 0-12           | 190-202       | 0,20%  |
| Armeniere                   | 46     | N/A    | N/A    | N/A     | -       | 173        | 0-16           | 173-189       | 0,18%  |
| Romaer                      | 24     | N/A    | N/A    | N/A     | -       | 132        | 0-5            | 132-137       | 0,13%  |
| Hviderussere                | 188    | N/A    | N/A    | N/A     | -       | 713        | 19             | 732           | 0,73%  |
| Øvrige                      | 188    | N/A    | N/A    | N/A     | 8.300   | 7.440      | 0-31           | 7.440-7.471   | 7,44%  |
| Uoplyste                    | 51     | N/A    | N/A    | -       | 8.300   | 7.440      | 0-31           | 7.440-7.471   | 7,44%  |
| Grækere                     | 37     | N/A    | N/A    | -       | 8.300   | 7.440      | 0-31           | 7.440-7.471   | 7,44%  |
| Ungarere                    | 24     | N/A    | N/A    | N/A     | 8.300   | 7.440      | 0-31           | 7.440-7.471   | 7,44%  |
| Serbere, Kroater, Slovenere | 22     | N/A    | N/A    | N/A     | 8.300   | 7.440      | 0-31           | 7.440-7.471   | 7,44%  |
| Tjekker, Slovaker           | 19     | N/A    | N/A    | N/A     | 8.300   | 7.440      | 0-31           | 7.440-7.471   | 7,44%  |
| Tyrkere                     | 2      | N/A    | N/A    | N/A     | 8.300   | 7.440      | 0-31           | 7.440-7.471   | 7,44%  |
| Albanere                    | 1      | N/A    | N/A    | N/A     | 8.300   | 7.440      | 0-31           | 7.440-7.471   | 7,44%  |
| Total                       | 31,384 | 43,000 | 72,300 | 101,292 | 138,000 | 97,027     | 3,142          | 100,169       | 100%   |

 Bemærk: 1Siden Moldovas uafhængighed efter Sovjetunionens opløsning har der været igangværende kontrovers om, hvorvidt rumænere og moldovere bør tælles officielt som den samme etniske gruppe eller ej. Under folketællingen kunne hver borger kun erklære én nationalitet. Dermed kunne man ikke erklære sig som både moldovaner og rumæner.

 Bemærk: 2Den ukrainske befolkning Bessarabien blev i fortiden omtalt som som "ruthenere" på samme måde den rumænske befolkning regnes for "moldovisk" i dag
| Modersmål               |        |         |
| Sprog                   | 1930   | 2004    |
| Russisk                 | 16.566 | N/A     |
| Jiddisch                | 8.117  | N/A     |
| Rumænsk                 | 4.718  | N/A     |
| Ukrainsk                | 1.286  | N/A     |
| Tysk                    | 225    | N/A     |
| Polsk                   | 219    | N/A     |
| Bulgarsk                | 78     | N/A     |
| Tyrkisk                 | 26     | N/A     |
| Græsk                   | 21     | N/A     |
| Ungarsk                 | 20     | N/A     |
| Roma sprog              | 16     | N/A     |
| Tjekkisk, Slovakisk     | 14     | N/A     |
| Armensk                 | 11     | N/A     |
| Serbokroatisk, Slovensk | 8      | N/A     |
| Albansk                 | 2      | N/A     |
| Øvrige                  | 11     | N/A     |
| Uoplyste                | 46     | N/A     |
| Total                   | 31.384 | 100.169 |

### Media
- Radio Chişinău 106.1 FM

### Personligheder fra byen
Blandt kendte mennesker, som er født i byen, kan følgende nævnes:
- To osmanniske storvesirer, kendt som Benderli Pasha (flertydig)
- Constantin Andronic, kunstner
- Lev Simonovich Berg, jødiske sovjetiske zoolog og geograf
- Tamara Buciuceanu, rumænsk skuespillerinde
- Emil Constantinescu, tidligere formand for Rumænien
- Iuliu Filippovitch Edlis, dramatiker, forfatter
- Evgenii Konstantinovitch Fiodorov, russisk geofysiker
- Jerzy Neyman, polsk statistiker
- Michael Postan, britisk økonomisk historiker
- Anna Pavlovna Tanskaia, sanger
- Zrubavel Gilad, digter

### Sport
FC Dinamo Bender er byens professionelle fodboldklub. Tidligere spillede klubben i den øverste moldoviske fodboldliga, den Divizia Naţională, men er nu i anden række.

## Transport
Byens havn er den vigtigste havn på floden Dnestr og Bender banegård er det største jernbaneknudepunkt i Transnistrien.

## Industri
Bender er et vigtigt erhvervsområde. Virksomhederne Floare og Tighina producerer sko mens Moldavkabel er en elektrisk industrivirksomhed.

## Uddannelse
Transnistriens Statsuniversitet har en filial i byen.

## Internationale relationer

### Venskabsbyer og søsterbyer
Bender er venskabsby med:
- Beira, Mozambique
- Cavriago, Italien
- Dubăsari, Moldova
- Montesilvano, Italien
- Ochamchire, Abkhasien

## Eksterne links
- Byen hjemmeside
- kort over byen
- Billeder fra Bender Arkiveret 3. december 2020 hos  Wayback Machine
- Bendery Arkiveret 21. april 2012 hos  Wayback Machine (Bender) i det polske geografileksikon (1881)

- Wikimedia Commons har flere filer relateret til Bender

46°50′N 29°29′Ø / 46.833°N 29.483°Ø